# Taggig sjurygg
Taggig sjurygg (Eumicrotremus spinosus) är en påtagligt taggig fisk i familjen sjuryggar som främst lever i arktiska vatten.

## Utseende
En kraftig fisk med avrundat tvärsnitt och stort huvud med flera små skäggtömmar på hakan. Kroppen är olivgrön till brunaktig, och tätt försedd med stora, taggiga knölar. Den har två ryggfenor, och till skillnad mot vad som är fallet hos många andra sjuryggar (jämför sjurygg) är den främre fri hela livet. Den kan bli upp till 13 cm lång.

## Vanor
Den taggiga sjuryggen lever vid stenbottnar på ett djup mellan 60 och 200 m, i undantagsfall ner till 400 m. Den föredrar arktiska vatten med en temperatur mellan -2°C och 3°C. Födan består av kräftdjur, manteldjur och fiskar.

## Utbredning
Utbredningsområdet omfattar norra Atlanten från Barents hav, Frans Josefs land, Spetsbergen och Norge samt västerut till Island, Grönland och från Hudson Bay i Kanada söderut till Massachusetts i USA.